# Basquetebol na Universíada de Verão de 2007
O basquetebol na Universíada de Verão de 2007 foi disputado no Ginásio 1 da Thammasat University, no Ginásio 1 do Bangkok Youth Center, no Nimibut Stadium e no Ginásio 1 da Srinakharinwirot University em Banguecoque, Tailândia entre 7 e 18 de agosto de 2007.

## Medalhistas
| Evento    | Ouro          | Prata      | Bronze      |
| --------- | ------------- | ---------- | ----------- |
| Masculino | LTU Lituânia  | SRB Sérvia | CAN Canadá  |
| Feminino  | AUS Austrália | RUS Rússia | POL Polônia |

## Masculino
Cada equipe de cada grupo jogou contra as outras equipes do seu grupo, todas contra todas. As duas melhores equipes de cada grupo foram reagrupadas em quatro grupos (grupos principais): os grupos A e H formaram o grupo I, B e G formaram o J, C e F formaram o K e D e E formaram o L. Os últimos colocados de cada grupo foram reagrupados (grupos secundários): os grupos A, C, E e H formaram o grupo M e os grupos B, D, F e G, o grupo N. Novamente jogaram todas contra todas dentro do grupo.
As duas primeiras equipes dos grupos superiores (I a L) avançaram para as quartas-de-final, os demais disputaram do 9º ao 16º lugar. As duas primeiras equipes dos dois grupos secundários (M e N) disputaram do 17º ao 21º lugar e as demais, do 22º ao 24º lugar.
Esse foram os resultados do basquetebol masculino na Universíada de Verão de 2007:

### Fase preliminar
| Pos. |     | CAN   | NZL    | THA    | J | V | D | PF  | PS  | Pts |
| ---- | --- | ----- | ------ | ------ | - | - | - | --- | --- | --- |
| 1    | CAN | –     | 74-62  | 96-43  | 2 | 2 | 0 | 170 | 105 | 4   |
| 2    | NZL | 62-74 | –      | 108-73 | 2 | 1 | 1 | 170 | 147 | 3   |
| 3    | THA | 43-96 | 73-108 | –      | 2 | 0 | 2 | 116 | 204 | 2   |

| Pos. |     | JPN   | UKR   | BRA   | J | V | D | PF  | PS  | Pts |
| ---- | --- | ----- | ----- | ----- | - | - | - | --- | --- | --- |
| 1    | JPN | –     | 63-53 | 74-73 | 2 | 2 | 0 | 137 | 126 | 4   |
| 2    | UKR | 53-63 | –     | 78-59 | 2 | 1 | 1 | 131 | 122 | 3   |
| 3    | BRA | 73-74 | 59-78 | –     | 2 | 0 | 2 | 132 | 152 | 2   |

| Pos. |     | RUS   | FIN   | TPE   | J | V | D | PF  | PS  | Pts |
| ---- | --- | ----- | ----- | ----- | - | - | - | --- | --- | --- |
| 1    | RUS | –     | 86-44 | 78-67 | 2 | 2 | 0 | 164 | 111 | 4   |
| 2    | FIN | 44-86 | –     | 81-62 | 2 | 1 | 1 | 125 | 148 | 3   |
| 3    | TPE | 67-78 | 62-81 | –     | 2 | 0 | 2 | 129 | 159 | 2   |

| Pos. |     | TUR   | CHN   | RSA   | J | V | D | PF  | PS  | Pts |
| ---- | --- | ----- | ----- | ----- | - | - | - | --- | --- | --- |
| 1    | TUR | –     | 97-73 | 76-51 | 2 | 2 | 0 | 173 | 124 | 4   |
| 2    | CHN | 73-97 | –     | 72-53 | 2 | 1 | 1 | 145 | 150 | 3   |
| 3    | RSA | 51-76 | 53-72 | –     | 2 | 0 | 2 | 104 | 148 | 2   |

| Pos. |     | LTU    | USA   | ANG    | J | V | D | PF  | PS  | Pts |
| ---- | --- | ------ | ----- | ------ | - | - | - | --- | --- | --- |
| 1    | LTU | –      | 97-63 | 102-52 | 2 | 2 | 0 | 199 | 115 | 4   |
| 2    | USA | 63-97  | –     | 84-26  | 2 | 1 | 1 | 147 | 123 | 3   |
| 3    | ANG | 52-102 | 26-84 | –      | 2 | 0 | 2 | 78  | 186 | 2   |

| Pos. |     | SRB   | MEX   | CZE   | J | V | D | PF  | PS  | Pts |
| ---- | --- | ----- | ----- | ----- | - | - | - | --- | --- | --- |
| 1    | SRB | –     | 95-75 | 91-55 | 2 | 2 | 0 | 186 | 130 | 4   |
| 2    | MEX | 75-95 | –     | 57-54 | 2 | 1 | 1 | 132 | 149 | 3   |
| 3    | CZE | 55-91 | 54-57 | –     | 2 | 0 | 2 | 109 | 148 | 2   |

| Pos. |     | GER   | GRE   | KAZ   | J | V | D | PF  | PS  | Pts |
| ---- | --- | ----- | ----- | ----- | - | - | - | --- | --- | --- |
| 1    | GER | –     | 76-67 | 89-49 | 2 | 2 | 0 | 165 | 116 | 4   |
| 2    | GRE | 67-76 | –     | 79-62 | 2 | 1 | 1 | 146 | 138 | 3   |
| 3    | KAZ | 49-89 | 62-79 | –     | 2 | 0 | 2 | 111 | 168 | 2   |

| Pos. |     | ISR   | KOR   | AUS   | J | V | D | PF  | PS  | Pts |
| ---- | --- | ----- | ----- | ----- | - | - | - | --- | --- | --- |
| 1    | ISR | –     | 78-72 | 74-62 | 2 | 2 | 0 | 152 | 134 | 4   |
| 2    | KOR | 72-78 | –     | 81-79 | 2 | 1 | 1 | 153 | 157 | 3   |
| 3    | AUS | 62-74 | 79-81 | –     | 2 | 0 | 2 | 141 | 155 | 2   |

### Segunda fase

#### Grupos principais
|  | Equipe qualificada para as quartas-de-final Equipe qualificada para as disputas do 9º ao 12º lugar Equipe qualificada para as disputas do 13º ao 16º lugar |
|  | Equipe qualificada para as quartas-de-final |
|  | Equipe qualificada para as disputas do 9º ao 12º lugar |
|  | Equipe qualificada para as disputas do 13º ao 16º lugar |

Grupo I
| Posição |                   | CAN   | KOR   | ISR   | NZL   | Jogos | V | D | PF  | PS  | SP  | Pontos |
| ------- | ----------------- | ----- | ----- | ----- | ----- | ----- | - | - | --- | --- | --- | ------ |
| 1       | CAN Canadá        | –     | 79-82 | 83-54 | 74-62 | 3     | 2 | 1 | 236 | 198 | 38  | 5      |
| 2       | KOR Coreia do Sul | 82-79 | –     | 72-78 | 78-57 | 3     | 2 | 1 | 232 | 214 | 18  | 5      |
| 3       | ISR Israel        | 54-83 | 78-72 | –     | 90-87 | 3     | 2 | 1 | 222 | 242 | -20 | 5      |
| 4       | NZL Nova Zelândia | 62-74 | 57-78 | 87-90 | –     | 3     | 0 | 3 | 206 | 242 | -36 | 3      |

Grupo J
| Posição |                    | LTU    | TUR    | USA   | CHN    | Jogos | V | D | PF  | PS  | SP  | Pontos |
| ------- | ------------------ | ------ | ------ | ----- | ------ | ----- | - | - | --- | --- | --- | ------ |
| 1       | LTU Lituânia       | –      | 89-100 | 97-63 | 125-63 | 3     | 2 | 1 | 311 | 226 | 85  | 5      |
| 2       | TUR Turquia        | 100-89 | –      | 65-87 | 97-73  | 3     | 2 | 1 | 262 | 249 | 13  | 5      |
| 3       | USA Estados Unidos | 63-97  | 87-65  | –     | 88-51  | 3     | 2 | 1 | 238 | 213 | 25  | 5      |
| 4       | CHN China          | 63-125 | 73-97  | 51-88 | –      | 3     | 0 | 3 | 187 | 310 | -23 | 3      |

Grupo K
| Posição |              | JPN   | GER   | GRE   | UKR   | Jogos | V | D | PF  | PS  | SP  | Pontos |
| ------- | ------------ | ----- | ----- | ----- | ----- | ----- | - | - | --- | --- | --- | ------ |
| 1       | JPN Japão    | –     | 75-67 | 81-65 | 63-53 | 3     | 3 | 0 | 219 | 185 | 34  | 6      |
| 2       | GER Alemanha | 67-75 | –     | 76-67 | 72-65 | 3     | 2 | 1 | 215 | 207 | 8   | 5      |
| 3       | GRE Grécia   | 65-81 | 67-76 | –     | 79-77 | 3     | 1 | 2 | 211 | 234 | -23 | 4      |
| 4       | UKR Ucrânia  | 53-63 | 65-72 | 77-79 | –     | 3     | 0 | 3 | 195 | 214 | -19 | 3      |

Grupo L
| Posição |               | SRB   | RUS   | FIN   | MEX   | Jogos | V | D | PF  | PS  | SP  | Pontos |
| ------- | ------------- | ----- | ----- | ----- | ----- | ----- | - | - | --- | --- | --- | ------ |
| 1       | SRB Sérvia    | –     | 77-62 | 78-55 | 95-75 | 3     | 3 | 0 | 250 | 192 | 58  | 6      |
| 2       | RUS Rússia    | 62-77 | –     | 86-44 | 92-54 | 3     | 2 | 1 | 240 | 175 | 65  | 5      |
| 3       | FIN Finlândia | 55-78 | 44-86 | –     | 62-49 | 3     | 1 | 2 | 161 | 213 | -52 | 4      |
| 4       | MEX México    | 75-95 | 54-92 | 49-62 | –     | 3     | 0 | 3 | 178 | 249 | -71 | 3      |

#### Grupos secundários
|  | Equipe qualificada para as disputas do 17º ao 20º lugar Equipe qualificada para as disputas do 21º e 22º lugar Equipe qualificada para as disputas do 23º e 24º lugar |
|  | Equipe qualificada para as disputas do 17º ao 20º lugar |
|  | Equipe qualificada para as disputas do 21º e 22º lugar |
|  | Equipe qualificada para as disputas do 23º e 24º lugar |

Grupo M
| Posição |                   | BRA    | TPE   | THA    | RSA   | Jogos | V | D | PF  | PS  | SP  | Pontos |
| ------- | ----------------- | ------ | ----- | ------ | ----- | ----- | - | - | --- | --- | --- | ------ |
| 1       | BRA Brasil        | –      | 76-66 | 109-60 | 90-58 | 3     | 3 | 0 | 275 | 184 | 91  | 6      |
| 2       | TPE Taipé Chinês  | 66-76  | –     | 65-60  | 89-50 | 3     | 2 | 1 | 220 | 186 | 34  | 5      |
| 3       | THA Tailândia     | 60-109 | 60-65 | –      | 85-64 | 3     | 1 | 2 | 205 | 238 | -33 | 4      |
| 4       | RSA África do Sul | 58-90  | 50-89 | 64-85  | –     | 3     | 0 | 3 | 172 | 264 | -92 | 3      |

Grupo N
| Posição |                 | AUS   | CZE   | KAZ   | ANG   | Jogos | V | D | PF  | PS  | SP   | Pontos |
| ------- | --------------- | ----- | ----- | ----- | ----- | ----- | - | - | --- | --- | ---- | ------ |
| 1       | AUS Austrália   | –     | 53-69 | 89-57 | 96-52 | 3     | 2 | 1 | 238 | 178 | 60   | 5      |
| 2       | CZE Chéquia     | 69-53 | –     | 63-64 | 82-39 | 3     | 2 | 1 | 214 | 156 | 58   | 5      |
| 3       | KAZ Cazaquistão | 57-89 | 64-63 | –     | 67-54 | 3     | 2 | 1 | 188 | 206 | -18  | 5      |
| 4       | ANG Angola      | 52-96 | 39-82 | 54-67 | –     | 3     | 0 | 3 | 145 | 245 | -100 | 3      |

### Fase final

#### Final
|  | Quartas de final  | Quartas de final |              |           | Semifinais                   | Semifinais                   |  |  | Disputa da medalha de ouro | Disputa da medalha de ouro |
|  |                   |                  |              |           |                              |                              |  |  |                            |                            |
|  |                   |                  |              |           |                              |                              |  |  |                            |                            |
|  |                   |                  |              |           |                              |                              |  |  |                            |                            |
|  | CAN Canadá        | 68               |              |           |                              |                              |  |  |                            |                            |
|  | CAN Canadá        | 68               |              |           |                              |                              |  |  |                            |                            |
|  | GER Alemanha      | 63               |              |           |                              |                              |  |  |                            |                            |
|  | GER Alemanha      | 63               | CAN Canadá   | 64        |                              |                              |  |  |                            |                            |
|  |                   |                  | CAN Canadá   | 64        |                              |                              |  |  |                            |                            |
|  |                   | LTU Lituânia     | 79           |           |                              |                              |  |  |                            |                            |
|  | LTU Lituânia      | LTU Lituânia     | 79           | 79        |                              |                              |  |  |                            |                            |
|  | LTU Lituânia      |                  |              | 79        |                              |                              |  |  |                            |                            |
|  | RUS Rússia        | 70               |              |           |                              |                              |  |  |                            |                            |
|  | RUS Rússia        | 70               | LTU Lituânia | 85        |                              |                              |  |  |                            |                            |
|  |                   |                  | LTU Lituânia | 85        |                              |                              |  |  |                            |                            |
|  |                   | SRB Sérvia       | 66           |           |                              |                              |  |  |                            |                            |
|  | JPN Japão         | SRB Sérvia       | 66           | 72        |                              |                              |  |  |                            |                            |
|  | JPN Japão         |                  |              | 72        |                              |                              |  |  |                            |                            |
|  | KOR Coreia do Sul | 71               |              |           |                              |                              |  |  |                            |                            |
|  | KOR Coreia do Sul | 71               | JPN Japão    | 62        | Disputa da medalha de bronze | Disputa da medalha de bronze |  |  |                            |                            |
|  |                   |                  | JPN Japão    | 62        | Disputa da medalha de bronze | Disputa da medalha de bronze |  |  |                            |                            |
|  |                   | SRB Sérvia       | 76           |           |                              |                              |  |  |                            |                            |
|  | SRB Sérvia        | SRB Sérvia       | 76           | 90        | CAN Canadá                   | 90                           |  |  |                            |                            |
|  | SRB Sérvia        |                  |              | 90        | CAN Canadá                   | 90                           |  |  |                            |                            |
|  | TUR Turquia       | 51               |              | JPN Japão | 84                           |                              |  |  |                            |                            |
|  | TUR Turquia       | 51               |              |           | 84                           |                              |  |  |                            |                            |
|  |                   |                  |              |           |                              |                              |  |  |                            |                            |
|  |                   |                  |              |           |                              |                              |  |  |                            |                            |

#### Disputa do 5º ao 8º lugar
|  | Disputa do 5º ao 8º lugar | Disputa do 5º ao 8º lugar |    |              | Disputa do 5º e 6º lugar | Disputa do 5º e 6º lugar |  |
|  |                           |                           |    |              |                          |                          |  |
|  |                           |                           |    |              |                          |                          |  |
|  | GER Alemanha              | 76                        |    |              |                          |                          |  |
|  | RUS Rússia                | 94                        |    |              |                          |                          |  |
|  |                           |                           |    |              |                          |                          |  |
|  |                           |                           |    |              |                          |                          |  |
|  |                           |                           |    |              | RUS Rússia               | 87                       |  |
|  |                           | TUR Turquia               | 97 |              |                          |                          |  |
|  |                           |                           |    |              |                          |                          |  |
|  |                           |                           |    |              |                          |                          |  |
|  |                           |                           |    |              | Disputa do 7º e 8º lugar |                          |  |
|  |                           |                           |    |              |                          |                          |  |
|  | KOR Coreia do Sul         | 68                        |    | GER Alemanha | 72                       |                          |  |
|  | TUR Turquia               | 79                        |    |              | KOR Coreia do Sul        | 60                       |  |

#### Disputa do 9º ao 12º lugar
|  | Disputa do 9º ao 12º lugar | Disputa do 9º ao 12º lugar |    |            | Disputa do 9º e 10º lugar  | Disputa do 9º e 10º lugar |  |
|  |                            |                            |    |            |                            |                           |  |
|  |                            |                            |    |            |                            |                           |  |
|  | ISR Israel                 | 74                         |    |            |                            |                           |  |
|  | GRE Grécia                 | 59                         |    |            |                            |                           |  |
|  |                            |                            |    |            |                            |                           |  |
|  |                            |                            |    |            |                            |                           |  |
|  |                            |                            |    |            | ISR Israel                 | 57                        |  |
|  |                            | USA Estados Unidos         | 63 |            |                            |                           |  |
|  |                            |                            |    |            |                            |                           |  |
|  |                            |                            |    |            |                            |                           |  |
|  |                            |                            |    |            | Disputa do 11º e 12º lugar |                           |  |
|  |                            |                            |    |            |                            |                           |  |
|  | FIN Finlândia              | 44                         |    | GRE Grécia | 68                         |                           |  |
|  | USA Estados Unidos         | 59                         |    |            | FIN Finlândia              | 69                        |  |

### Disputas de 13º ao 24º lugar
| Disputa         | Equipes       | Equipes | Equipes           |
| --------------- | ------------- | ------- | ----------------- |
| 13º e 14º lugar | Ucrânia       | 0-20    | MEX México        |
| 15º e 16º lugar | Nova Zelândia | 117-88  | CHN China         |
| 17º e 18º lugar | Chéquia       | 54-63   | AUS Austrália     |
| 19º e 20º lugar | Brasil        | 80-66   | TPE Taipé Chinês  |
| 21º e 22º lugar | Tailândia     | 62-88   | KAZ Cazaquistão   |
| 23º e 24º lugar | Angola        | 74-46   | RSA África do Sul |

### Classificação final
| Posição           | Equipe             | Jogos | Vitórias | Derrotas |
| ----------------- | ------------------ | ----- | -------- | -------- |
| Medalha de ouro   | LTU Lituânia       | 8     | 7        | 1        |
| Medalha de prata  | SRB Sérvia         | 8     | 7        | 1        |
| Medalha de bronze | CAN Canadá         | 8     | 6        | 2        |
| 4                 | JPN Japão          | 8     | 6        | 2        |
| 5                 | TUR Turquia        | 8     | 6        | 2        |
| 6                 | RUS Rússia         | 8     | 5        | 3        |
| 7                 | GER Alemanha       | 8     | 5        | 3        |
| 8                 | KOR Coreia do Sul  | 8     | 3        | 5        |
| 9                 | USA Estados Unidos | 7     | 5        | 2        |
| 10                | ISR Israel         | 7     | 5        | 2        |
| 11                | FIN Finlândia      | 7     | 3        | 4        |
| 12                | GRE Grécia         | 7     | 2        | 5        |
| 13                | MEX México         | 7     | 3        | 4        |
| 14                | UKR Ucrânia        | 7     | 2        | 5        |
| 15                | NZL Nova Zelândia  | 7     | 2        | 5        |
| 16                | CHN China          | 7     | 1        | 6        |
| 17                | AUS Austrália      | 7     | 4        | 3        |
| 18                | CZE Chéquia        | 7     | 3        | 4        |
| 19                | BRA Brasil         | 7     | 4        | 3        |
| 20                | TPE Taipé Chinês   | 7     | 2        | 5        |
| 21                | KAZ Cazaquistão    | 7     | 4        | 3        |
| 22                | THA Tailândia      | 7     | 2        | 5        |
| 23                | ANG Angola         | 7     | 1        | 6        |
| 24                | RSA África do Sul  | 7     | 0        | 7        |

## Feminino
Esse foram os resultados do basquetebol feminino na Universíada de Verão de 2007:

### Fase preliminar
|  | Equipes qualificadas para os grupos principais (E e F) Equipes qualificadas para os grupos secundários (G e H) |
|  | Equipes qualificadas para os grupos principais (E e F)                                                         |
|  | Equipes qualificadas para os grupos secundários (G e H)                                                        |

Grupo A
| Posição |                   | CAN   | TUR   | THA   | KOR   | Jogos | V | D | PF  | PS  | SP  | Pontos |
| ------- | ----------------- | ----- | ----- | ----- | ----- | ----- | - | - | --- | --- | --- | ------ |
| 1       | CAN Canadá        | –     | 79-64 | 68-33 | 73-68 | 3     | 3 | 0 | 220 | 165 | 55  | 6      |
| 2       | TUR Turquia       | 64-79 | –     | 63-56 | 70-62 | 3     | 2 | 1 | 197 | 197 | 0   | 5      |
| 3       | THA Tailândia     | 33-68 | 56-63 | –     | 74-62 | 3     | 1 | 2 | 163 | 193 | -30 | 4      |
| 4       | KOR Coreia do Sul | 68-73 | 62-70 | 62-74 | –     | 3     | 0 | 3 | 192 | 217 | -25 | 3      |

Grupo B
| Posição |                    | RUS    | USA   | JPN    | LAT   | Jogos | V | D | PF  | PS  | SP  | Pontos |
| ------- | ------------------ | ------ | ----- | ------ | ----- | ----- | - | - | --- | --- | --- | ------ |
| 1       | RUS Rússia         | –      | 78-42 | 102-61 | 60-43 | 3     | 3 | 0 | 240 | 146 | 94  | 6      |
| 2       | USA Estados Unidos | 42-78  | –     | 93-86  | 58-55 | 3     | 2 | 1 | 193 | 219 | -26 | 5      |
| 3       | JPN Japão          | 61-102 | 86-93 | –      | 93-65 | 3     | 1 | 2 | 240 | 260 | -20 | 4      |
| 4       | LAT Letônia        | 43-60  | 55-58 | 65-93  | –     | 3     | 0 | 3 | 163 | 211 | -48 | 3      |

Grupo C
| Posição |                  | CZE   | TPE   | SRB   | MOZ   | Jogos | V | D | PF  | PS  | SP  | Pontos |
| ------- | ---------------- | ----- | ----- | ----- | ----- | ----- | - | - | --- | --- | --- | ------ |
| 1       | CZE Chéquia      | –     | 76-70 | 63-55 | 64-35 | 3     | 3 | 0 | 203 | 160 | 43  | 6      |
| 2       | TPE Taipé Chinês | 70-76 | –     | 59-52 | 63-44 | 3     | 2 | 1 | 192 | 172 | 20  | 5      |
| 3       | SRB Sérvia       | 55-63 | 52-59 | –     | 77-57 | 3     | 1 | 2 | 184 | 179 | 5   | 4      |
| 4       | MOZ Moçambique   | 35-64 | 44-63 | 57-77 | –     | 3     | 0 | 3 | 136 | 204 | -68 | 3      |

Grupo D
| Posição |               | POL   | AUS   | BRA   | CHN   | Jogos | V | D | PF  | PS  | SP  | Pontos |
| ------- | ------------- | ----- | ----- | ----- | ----- | ----- | - | - | --- | --- | --- | ------ |
| 1       | POL Polônia   | –     | 62-66 | 63-44 | 83-74 | 3     | 2 | 1 | 208 | 184 | 24  | 5      |
| 2       | AUS Austrália | 66-62 | –     | 53-58 | 68-41 | 3     | 2 | 1 | 187 | 161 | 26  | 5      |
| 3       | BRA Brasil    | 44-63 | 58-53 | –     | 70-57 | 3     | 2 | 1 | 172 | 173 | -1  | 5      |
| 4       | CHN China     | 74-83 | 41-68 | 57-70 | –     | 3     | 0 | 3 | 172 | 221 | -49 | 3      |

### Segunda fase

#### Grupos principais
|  | Equipes qualficadas para as semifinais Equipes qualficadas para as disputas do 5º ao 8º lugar |
|  | Equipes qualficadas para as semifinais                                                        |
|  | Equipes qualficadas para as disputas do 5º ao 8º lugar                                        |

Grupo E
| Posição |               | AUS   | POL   | CAN   | TUR   | Jogos | V | D | PF  | PS  | SP  | Pontos |
| ------- | ------------- | ----- | ----- | ----- | ----- | ----- | - | - | --- | --- | --- | ------ |
| 1       | AUS Austrália | –     | 66-62 | 66-53 | 96-62 | 3     | 3 | 0 | 228 | 177 | 51  | 6      |
| 2       | POL Polônia   | 62-66 | –     | 66-64 | 57-56 | 3     | 2 | 1 | 185 | 186 | -1  | 5      |
| 3       | CAN Canadá    | 53-66 | 64-66 | –     | 79-64 | 3     | 1 | 2 | 196 | 196 | 0   | 4      |
| 4       | TUR Turquia   | 62-96 | 56-57 | 64-79 | –     | 3     | 0 | 3 | 182 | 232 | -50 | 3      |

Grupo F
| Posição |                    | RUS   | CZE   | USA   | TPE   | Jogos | V | D | PF  | PS  | SP  | Pontos |
| ------- | ------------------ | ----- | ----- | ----- | ----- | ----- | - | - | --- | --- | --- | ------ |
| 1       | RUS Rússia         | –     | 71-55 | 78-42 | 60-64 | 3     | 2 | 1 | 209 | 161 | 48  | 5      |
| 2       | CZE Chéquia        | 55-71 | –     | 79-76 | 76-70 | 3     | 2 | 1 | 210 | 217 | -7  | 5      |
| 3       | USA Estados Unidos | 42-78 | 76-79 | –     | 66-65 | 3     | 1 | 2 | 184 | 222 | -38 | 4      |
| 4       | TPE Taipé Chinês   | 64-60 | 70-76 | 65-66 | –     | 3     | 1 | 2 | 199 | 202 | -3  | 4      |

#### Grupos secundários
|  | Equipes qualficadas para as disputas do 9º ao 12º lugar Equipes qualficadas para as disputas do 13º ao 16º lugar |
|  | Equipes qualficadas para as disputas do 9º ao 12º lugar                                                          |
|  | Equipes qualficadas para as disputas do 13º ao 16º lugar                                                         |

Grupo G
| Posição |               | CHN   | SRB   | LAT   | THA   | Jogos | V | D | PF  | PS  | SP  | Pontos |
| ------- | ------------- | ----- | ----- | ----- | ----- | ----- | - | - | --- | --- | --- | ------ |
| 1       | CHN China     | –     | 69-68 | 70-58 | 69-61 | 3     | 3 | 0 | 208 | 187 | 21  | 6      |
| 2       | SRB Sérvia    | 68-69 | –     | 68-47 | 82-59 | 3     | 2 | 1 | 218 | 175 | 43  | 5      |
| 3       | LAT Letônia   | 58-70 | 47-68 | –     | 74-63 | 3     | 1 | 2 | 179 | 201 | -22 | 4      |
| 4       | THA Tailândia | 61-69 | 59-82 | 63-74 | –     | 3     | 0 | 3 | 183 | 225 | -42 | 3      |

Grupo H
| Posição |                   | MOZ   | JPN   | BRA   | KOR   | Jogos | V | D | PF  | PS  | SP  | Pontos |
| ------- | ----------------- | ----- | ----- | ----- | ----- | ----- | - | - | --- | --- | --- | ------ |
| 1       | MOZ Moçambique    | –     | 79-76 | 55-44 | 58-42 | 3     | 3 | 0 | 192 | 162 | 30  | 6      |
| 2       | JPN Japão         | 76-79 | –     | 82-75 | 83-53 | 3     | 2 | 1 | 241 | 207 | 34  | 5      |
| 3       | BRA Brasil        | 44-55 | 75-82 | –     | 80-50 | 3     | 1 | 2 | 199 | 187 | 12  | 4      |
| 4       | KOR Coreia do Sul | 42-58 | 53-83 | 50-80 | –     | 3     | 0 | 3 | 145 | 221 | -76 | 3      |

### Fase final
|  | Semifinais    | Semifinais |    |             | Final                        | Final |  |
|  |               |            |    |             |                              |       |  |
|  |               |            |    |             |                              |       |  |
|  | AUS Austrália | 62         |    |             |                              |       |  |
|  | CZE Chéquia   | 50         |    |             |                              |       |  |
|  |               |            |    |             |                              |       |  |
|  |               |            |    |             |                              |       |  |
|  |               |            |    |             | AUS Austrália                | 85    |  |
|  |               | RUS Rússia | 65 |             |                              |       |  |
|  |               |            |    |             |                              |       |  |
|  |               |            |    |             |                              |       |  |
|  |               |            |    |             | Disputa da medalha de bronze |       |  |
|  |               |            |    |             |                              |       |  |
|  | RUS Rússia    | 72         |    | CZE Chéquia | 79                           |       |  |
|  | POL Polônia   | 46         |    |             | POL Polônia                  | 84    |  |

### Disputas de 5º ao 16º lugar
| Disputa         | Equipes       | Equipes | Equipes            |
| --------------- | ------------- | ------- | ------------------ |
| 5º e 6º lugar   | Taipé Chinês  | 71-62   | USA Estados Unidos |
| 7º e 8º lugar   | Canadá        | -       | TUR Turquia        |
| 9º e 10º lugar  | Japão         | 81-86   | SRB Sérvia         |
| 11º e 12º lugar | China         | 64-50   | MOZ Moçambique     |
| 13º e 14º lugar | Letônia       | 78-60   | THA Tailândia      |
| 15º e 16º lugar | Coreia do Sul | 51-65   | BRA Brasil         |

### Classificação final
| Posição           | Equipe             | Jogos | Vitórias | Derrotas |
| ----------------- | ------------------ | ----- | -------- | -------- |
| Medalha de ouro   | AUS Austrália      | 8     | 7        | 1        |
| Medalha de prata  | RUS Rússia         | 8     | 6        | 2        |
| Medalha de bronze | POL Polônia        | 8     | 5        | 3        |
| 4                 | CZE Chéquia        | 8     | 5        | 3        |
| 5                 | TPE Taipé Chinês   | 8     | 5        | 3        |
| 6                 | USA Estados Unidos | 8     | 4        | 4        |
| 7                 | CAN Canadá         | 7     | 4        | 3        |
| 7                 | TUR Turquia        | 7     | 4        | 3        |
| 9                 | SRB Sérvia         | 8     | 5        | 3        |
| 10                | JPN Japão          | 8     | 4        | 4        |
| 11                | CHN China          | 8     | 4        | 4        |
| 12                | MOZ Moçambique     | 8     | 3        | 5        |
| 13                | LAT Letônia        | 8     | 3        | 5        |
| 14                | THA Tailândia      | 8     | 2        | 6        |
| 15                | BRA Brasil         | 8     | 4        | 4        |
| 16                | KOR Coreia do Sul  | 8     | 0        | 8        |